# مارک پوکان
مارک پوکان (به انگلیسی: Mark Pocan) نمایندهٔ حوزه انتخابیه دوم ویسکانسین از حزب دموکرات ایالات متحده آمریکا در مجلس نمایندگان ایالات متحده آمریکا است که برای نخستین‌بار در ۶ ژانویه ۲۰۱۳ میلادی به‌عضویت این مجلس درآمد.